# 奥斯蜥蜴属
奥斯蜥蜴属（学名：Australolacerta）是正蜥科的一属。

## 下属物种
本属包括以下物种：
- Australolacerta australis (Hewitt, 1926)